# دو و میدانی در المپیک تابستانی ۱۹۹۲
دو و میدانی در بازی‌های المپیک تابستانی ۱۹۹۲ نام رویداد ورزش دو و میدانی در بازی‌های المپیک تابستانی بود که در سال ۱۹۹۲ برگزار شد.

## نتایج

### مردان
| رویداد                   | طلا | طلا          | نقره                                                                                       | نقره     | برنز | برنز     |
| ۱۰۰ متر                  | لینفورد کریستی · بریتانیای کبیر                                                                                         | ۹٫۹۶         | فرانکی فردریکس · نامیبیا                                                                   | ۱۰٫۰۲    | دنیس میچل · ایالات متحده آمریکا                                                                            | ۱۰٫۰۴    |
| ۲۰۰ متر                  | مایکل مارش · ایالات متحده آمریکا                                                                                        | ۲۰٫۰۱        | فرانکی فردریکس · نامیبیا                                                                   | ۲۰٫۱۳    | مایکل بیتس · ایالات متحده آمریکا                                                                           | ۲۰٫۳۸    |
| ۴۰۰ متر                  | کوئینسی واتس · ایالات متحده آمریکا                                                                                      | 43.50 (OR)   | استیو لویس · ایالات متحده آمریکا                                                           | ۴۴٫۲۱    | سامسون کیتور · کنیا                                                                                        | ۴۴٫۲۴    |
| ۸۰۰ متر                  | ویلیام تانویی · کنیا | ۱:۴۳٫۶۶      | نیکسون کیپروتیچ · کنیا                                                                     | ۱:۴۳٫۷۰  | جانی گری · ایالات متحده آمریکا                                                                             | ۱:۴۳٫۹۷  |
| ۱۵۰۰ متر                 | فرمین کاچو · اسپانیا | ۳:۴۰٫۱۲      | رشید البصیر · مراکش                                                                        | ۳:۴۰٫۶۲  | محمد سلیمان · قطر                                                                                          | ۳:۴۰٫۶۹  |
| ۵۰۰۰ متر                 | دیتر باومان · آلمان | ۱۳:۱۲٫۵۲     | پل بیتوک · کنیا                                                                            | ۱۳:۱۲٫۷۱ | فیتا باییسا · اتیوپی                                                                                       | ۱۳:۱۳٫۰۳ |
| ۱۰٬۰۰۰ متر               | خالد سکاح · مراکش | ۲۷:۴۶٫۷۰     | ریچارد چلیمو · کنیا                                                                        | ۲۷:۴۷٫۷۲ | آدیس آببه · اتیوپی                                                                                         | ۲۸:۰۰٫۰۷ |
| ۱۱۰ متر با مانع          | مارک مک‌کوی · کانادا | ۱۳٫۱۲        | تونی دیز · ایالات متحده آمریکا                                                             | ۱۳٫۲۴    | جک پیرس · ایالات متحده آمریکا                                                                              | ۱۳٫۲۶    |
| ۴۰۰ متر با مانع          | کوین یانگ · ایالات متحده آمریکا                                                                                         | ۴۶٫۷۸ (WR)   | وینتروپ گراهام · جامائیکا                                                                  | ۴۷٫۶۶    | کریس اکابوسی · بریتانیای کبیر                                                                              | ۴۷٫۸۲    |
| ۳۰۰۰ متر با مانع         | متیو بیریر · کنیا | ۸:۰۸٫۸۴      | پاتریک سنگ · کنیا                                                                          | ۸:۰۹٫۵۵  | ویلیام متوول · کنیا                                                                                        | ۸:۱۰٫۷۴  |
| ۴×۱۰۰ متر با مانع        | ایالات متحده آمریکا (USA) · مایکل مارش · لیروی بارل · دنیس میچل · کارل لوئیس · جیمز جت*                                 | ۳۷٫۴۰ (WR)   | نیجریه (NGR) · اولویمی کایود · چیدی ایموه · الاپاد ادنیکن · دیویدسن ازینا · آزموند ازینوا* | ۳۷٫۹۸    | کوبا (CUB) · آندرس سیمون · خوئل لاملا · خوئل ایساسی · خورخه آگیلرا                                         | ۳۸٫۰۰    |
| ۴×۴۰۰ متر با مانع        | ایالات متحده آمریکا (USA) · اندرو والمون · کوئینسی واتس · مایکل جانسون · استیو لویس · دارنل هال* · چارلز جنکینز جونیور* | ۲:۵۵٫۷۴ (WR) | کوبا (CUB) · لاسارو مارتینس · اکتور اررا · نوربرتو تلس · روبرتو ارناندس                    | ۲:۵۹٫۵۱  | بریتانیای کبیر (GBR) · راجر بلک · دیوید گریندلی · کریس اکابوسی · جان رجیس · دوئین لادجو* · مارک ریچاردسون* | ۲:۵۹٫۷۳  |
| ماراتن                   | هوانگ یونگ-چو · کره جنوبی                                                                                               | ۲:۱۳:۲۳      | کویچی موریشیتا · ژاپن                                                                      | ۲:۱۳:۴۵  | اشتفان فریگانگ · آلمان                                                                                     | ۲:۱۴:۰۰  |
| ۲۰ کیلومتر پیاده‌روی سرعت | دنیل پلازا · اسپانیا | ۱:۲۱٫۲۵      | گیوم لوبلان · کانادا                                                                       | ۱:۲۲٫۲۵  | جووانی دو بندیتیس · ایتالیا                                                                                | ۱:۲۳٫۱۱  |
| ۵۰ کیلومتر پیاده‌روی سرعت | آندری پرلوف · تیم متحد · ( روسیه)                                                                                       | ۳:۵۰٫۱۳      | کارلوس مرساریو · مکزیک                                                                     | ۳:۵۲٫۰۹  | رونالد وایگل · آلمان                                                                                       | ۳:۵۳٫۴۵  |
| پرش ارتفاع               | خاویر سوتومایور · کوبا                                                                                                  | 2.34 m       | پاتریک خیوبری · سوئد                                                                       | 2.34 m   | هالیس کانوی · ایالات متحده آمریکا · تیم فورسایت · استرالیا · ارتور پاتیکا · لهستان                         | 2.34 m   |
| پرش با نیزه              | ماکسیم تاراسوف · تیم متحد · ( روسیه)                                                                                    | 5.80 m       | ایگور ترندنکوف · تیم متحد · ( روسیه)                                                       | 5.80 m   | خاویر گارسیا · اسپانیا                                                                                     | 5.75 m   |
| پرش طول                  | کارل لوئیس · ایالات متحده آمریکا                                                                                        | 8.67 m       | مایک پاول · ایالات متحده آمریکا                                                            | 8.64 m   | جو گرین · ایالات متحده آمریکا                                                                              | 8.34 m   |
| پرش سه‌گام                | میک کونلی سینیور · ایالات متحده آمریکا                                                                                  | 18.17 m      | چارلز سیمپکینز · ایالات متحده آمریکا                                                       | 17.60 m  | فرانک رادرفورد · باهاما                                                                                    | 17.36 m  |
| پرتاب وزنه               | مایک استولس · ایالات متحده آمریکا                                                                                       | 21.70 m      | جیم دورینگ · ایالات متحده آمریکا                                                           | 20.96 m  | ویاچسلاو لیخا · تیم متحد · ( روسیه)                                                                        | 20.94 m  |
| پرتاب دیسک               | روماس اوبارتاس · لیتوانی                                                                                                | 65.12 m      | یورگن شولت · آلمان                                                                         | 64.94 m  | روبرتو مویا · کوبا                                                                                         | 64.12 m  |
| پرتاب چکش                | آندری عبدوالیف · تیم متحد · ( تاجیکستان)                                                                                | 82.54 m      | ایگور استاپکویچ · تیم متحد · ( بلاروس)                                                     | 81.96 m  | ایگور نیکولین · تیم متحد · ( روسیه)                                                                        | 81.38 m  |
| پرتاب نیزه               | یان ژلزنی · چکسلواکی | 89.66 m      | سپو راتی · فنلاند                                                                          | 86.60 m  | استیو بکلی · بریتانیای کبیر                                                                                | 83.38 m  |
| دهگانه                   | روبرت زمنیلیک · چکسلواکی                                                                                                | ۸۶۱۱         | آنتونیو پنیالبر · اسپانیا                                                                  | ۸۴۱۲     | دیو جانسون · ایالات متحده آمریکا                                                                           | ۸۳۰۹     |

* Athletes who participated in the heats only and received medals.

### زنان
| رویداد                   | طلا | طلا      | نقره | نقره     | برنز                                                                                      | برنز     |
| ۱۰۰ متر                  | گیل دیورس · ایالات متحده آمریکا                                                                                           | ۱۰٫۸۲    | جولیت کوتبرت · جامائیکا                                                                                                 | ۱۰٫۸۳    | ایرینا پریوالووا · تیم متحد · ( روسیه)                                                    | ۱۰٫۸۴    |
| ۲۰۰ متر                  | گوئن تورنس · ایالات متحده آمریکا                                                                                          | ۲۱٫۸۱    | جولیت کوتبرت · جامائیکا                                                                                                 | ۲۲٫۰۲    | مرلن اوتی · جامائیکا                                                                      | ۲۲٫۰۹    |
| ۴۰۰ متر                  | ماری-ژوزه پرک · فرانسه | ۴۸٫۸۳    | اولگا بریزگینا · تیم متحد · ( اوکراین)                                                                                  | ۴۹٫۰۵    | خیمنا رسترپو · کلمبیا                                                                     | ۴۹٫۶۴    |
| ۸۰۰ متر                  | الن فن لانن · هلند | ۱:۵۵:۵۴  | لیلیا نورتودینووا · تیم متحد · ( روسیه)                                                                                 | ۱:۵۵:۹۹  | آنا فیدلیا کیروت · کوبا                                                                   | ۱:۵۶٫۸۰  |
| ۱۵۰۰ متر                 | حسیبه بولمرقه · الجزایر                                                                                                   | ۳:۵۵٫۳۰  | لیودمیلا روگاچوا · تیم متحد · ( روسیه)                                                                                  | ۳:۵۶٫۹۱  | چو یونشیا · چین                                                                           | ۳:۵۷٫۰۸  |
| ۳۰۰۰ متر                 | یلنا رومانووا · تیم متحد · ( روسیه)                                                                                       | ۸:۴۶٫۰۴  | تتیانا دوروفسکیخ · تیم متحد · ( اوکراین)                                                                                | ۸:۴۶٫۸۵  | انجلا چالمرز · کانادا                                                                     | ۸:۴۷٫۲۲  |
| ۱۰٬۰۰۰ متر               | درارتو تولو · اتیوپی | ۳۱:۰۶٫۰۲ | الانا مایر · آفریقای جنوبی                                                                                              | ۳۱:۱۱٫۷۵ | لین جنینگز · ایالات متحده آمریکا                                                          | ۳۱:۱۹٫۸۹ |
| ۱۰۰ متر با مانع          | وولا پاتولیدو · یونان | ۱۲٫۶۴    | لووانا مارتین · ایالات متحده آمریکا                                                                                     | ۱۲٫۶۹    | یوردانکا دونکووا · بلغارستان                                                              | ۱۲٫۷۰    |
| ۴۰۰ متر با مانع          | سالی گانل · بریتانیای کبیر                                                                                                | ۵۳٫۲۳    | ساندرا فارمر پاتریک · ایالات متحده آمریکا                                                                               | ۵۳٫۶۹    | یانن ویکرز · ایالات متحده آمریکا                                                          | ۵۴٫۳۱    |
| ۴×۱۰۰ متر امدادی         | ایالات متحده آمریکا (USA) · اولین اشفورد · استر جونز · کارلت گیدری-وایت · گوئن تورنس · مایکل فین-بورل*                    | ۴۲٫۱۱    | تیم متحد (EUN) · اولگا بوگواسلوفسکایا · گالینا مالچوگینا · مارینا تراندنکووا · ایرینا پریوالووا                         | ۴۲٫۱۶    | نیجریه (NGR) · بیتریس اوتاندو · فاید ایدین · کریستی اپارا-تامپسون · مری اونیالی-اوماگاممی | ۴۲٫۸۱    |
| ۴×۴۰۰ متر امدادی         | تیم متحد (EUN) · یلنا روزینا · لیودمیلا ژیگالووا · اولگا نازارووا · اولگا بریزگینا · لیلیا نورتودینووا* · مارینا شمونینا* | ۳:۲۰٫۲۰  | ایالات متحده آمریکا (USA) · ناتاشا کایزر-براون · گوئن تورنس · جیرل میلز کلارک · راشل استیونز · دنین هاوارد* · دنت یانگ* | ۳:۲۰٫۹۲  | بریتانیای کبیر (GBR) · فیلیس اسمیت · ساندرا داگلاس · جنیفر استوته · سالی گانل             | ۳:۲۴٫۲۳  |
| ماراتن                   | والنتینا یگورووا · تیم متحد · ( روسیه)                                                                                    | ۲:۳۲:۴۱  | یوکو اریموری · ژاپن | ۲:۳۲:۴۹  | لورن مولر · نیوزیلند                                                                      | ۲:۳۳:۵۹  |
| ۱۰ کیلومتر پیاده‌روی سرعت | چن یوئلینگ · چین | ۴۴:۳۲    | یلنا نیکولایوا · تیم متحد · ( روسیه)                                                                                    | ۴۴:۳۳    | لی چونشیو · چین                                                                           | ۴۴:۴۱    |
| پرش ارتفاع               | هایکه هنکل · آلمان | 2.02 m   | الینا استفی · رومانی | 2.00 m   | یوامنت کینترو · کوبا                                                                      | 1.97 m   |
| پرش طول                  | هایکه درکسله · آلمان | 7.14 m   | اینسا کراوتس · تیم متحد · ( اوکراین)                                                                                    | 7.12 m   | جکی جوینر-کرسی · ایالات متحده آمریکا                                                      | 7.07 m   |
| پرتاب وزنه               | اسوتلانا کریولیووا · تیم متحد · ( روسیه)                                                                                  | 21.06 m  | هوانگ ژیهونگ · چین | 20.47 m  | کاترین نایمکه · آلمان                                                                     | 19.78 m  |
| پرتاب دیسک               | ماریتزا مارتن · کوبا | 70.06 m  | تسوتانکا کریستووا · بلغارستان                                                                                           | 67.78 m  | دانیلا کوستیان · استرالیا                                                                 | 66.24 m  |
| پرتاب نیزه               | زیلکه رنک · آلمان | 68.34 m  | ناتالیا شیکولنکو · تیم متحد · ( بلاروس)                                                                                 | 68.26 m  | کارن فورکل · آلمان                                                                        | 66.86 m  |
| هفت‌گانه                  | جکی جوینر-کرسی · ایالات متحده آمریکا                                                                                      | ۷۰۴۴     | ایرینا بلووا · تیم متحد · ( روسیه)                                                                                      | ۶۸۴۵     | زابینه براون · آلمان                                                                      | ۶۶۴۹     |

* Athletes who participated in the heats only and received medals.

## جدول مدال‌ها
| رتبه | کشور                      | طلا | نقره | برنز | مجموع |
| ۱    | ایالات متحده آمریکا (USA) | ۱۲  | ۸    | ۱۰   | ۳۰    |
| ۲    | تیم متحد (EUN)            | ۷   | ۱۱   | ۳    | ۲۱    |
| ۳    | آلمان (GER)               | ۴   | ۱    | ۵    | ۱۰    |
| ۴    | کنیا (KEN)                | ۲   | ۴    | ۲    | ۸     |
| ۵    | کوبا (CUB)                | ۲   | ۱    | ۴    | ۷     |
| ۶    | اسپانیا (ESP)             | ۲   | ۱    | ۱    | ۴     |
| ۷    | بریتانیای کبیر (GBR)      | ۲   | ۰    | ۴    | ۶     |
| ۸    | چکسلواکی (TCH)            | ۲   | ۰    | ۰    | ۲     |
| ۹    | چین (CHN)                 | ۱   | ۱    | ۲    | ۴     |
| ۱۰   | کانادا (CAN)              | ۱   | ۱    | ۱    | ۳     |
| ۱۱   | مراکش (MAR)               | ۱   | ۱    | ۰    | ۲     |
| ۱۲   | اتیوپی (ETH)              | ۱   | ۰    | ۲    | ۳     |
| ۱۳   | الجزایر (ALG)             | ۱   | ۰    | ۰    | ۱     |
| ۱۳   | فرانسه (FRA)              | ۱   | ۰    | ۰    | ۱     |
| ۱۳   | یونان (GRE)               | ۱   | ۰    | ۰    | ۱     |
| ۱۳   | لیتوانی (LTU)             | ۱   | ۰    | ۰    | ۱     |
| ۱۳   | هلند (NED)                | ۱   | ۰    | ۰    | ۱     |
| ۱۳   | کره جنوبی (KOR)           | ۱   | ۰    | ۰    | ۱     |
| ۱۹   | جامائیکا (JAM)            | ۰   | ۳    | ۱    | ۴     |
| ۲۰   | ژاپن (JPN)                | ۰   | ۲    | ۰    | ۲     |
| ۲۰   | نامیبیا (NAM)             | ۰   | ۲    | ۰    | ۲     |
| ۲۲   | بلغارستان (BUL)           | ۰   | ۱    | ۱    | ۲     |
| ۲۲   | نیجریه (NGR)              | ۰   | ۱    | ۱    | ۲     |
| ۲۴   | فنلاند (FIN)              | ۰   | ۱    | ۰    | ۱     |
| ۲۴   | مکزیک (MEX)               | ۰   | ۱    | ۰    | ۱     |
| ۲۴   | رومانی (ROU)              | ۰   | ۱    | ۰    | ۱     |
| ۲۴   | آفریقای جنوبی (RSA)       | ۰   | ۱    | ۰    | ۱     |
| ۲۴   | سوئد (SWE)                | ۰   | ۱    | ۰    | ۱     |
| ۲۹   | استرالیا (AUS)            | ۰   | ۰    | ۲    | ۲     |
| ۳۰   | باهاما (BAH)              | ۰   | ۰    | ۱    | ۱     |
| ۳۰   | کلمبیا (COL)              | ۰   | ۰    | ۱    | ۱     |
| ۳۰   | ایتالیا (ITA)             | ۰   | ۰    | ۱    | ۱     |
| ۳۰   | نیوزیلند (NZL)            | ۰   | ۰    | ۱    | ۱     |
| ۳۰   | لهستان (POL)              | ۰   | ۰    | ۱    | ۱     |
| ۳۰   | قطر (QAT)                 | ۰   | ۰    | ۱    | ۱     |